# Паровий млин Рубінчика

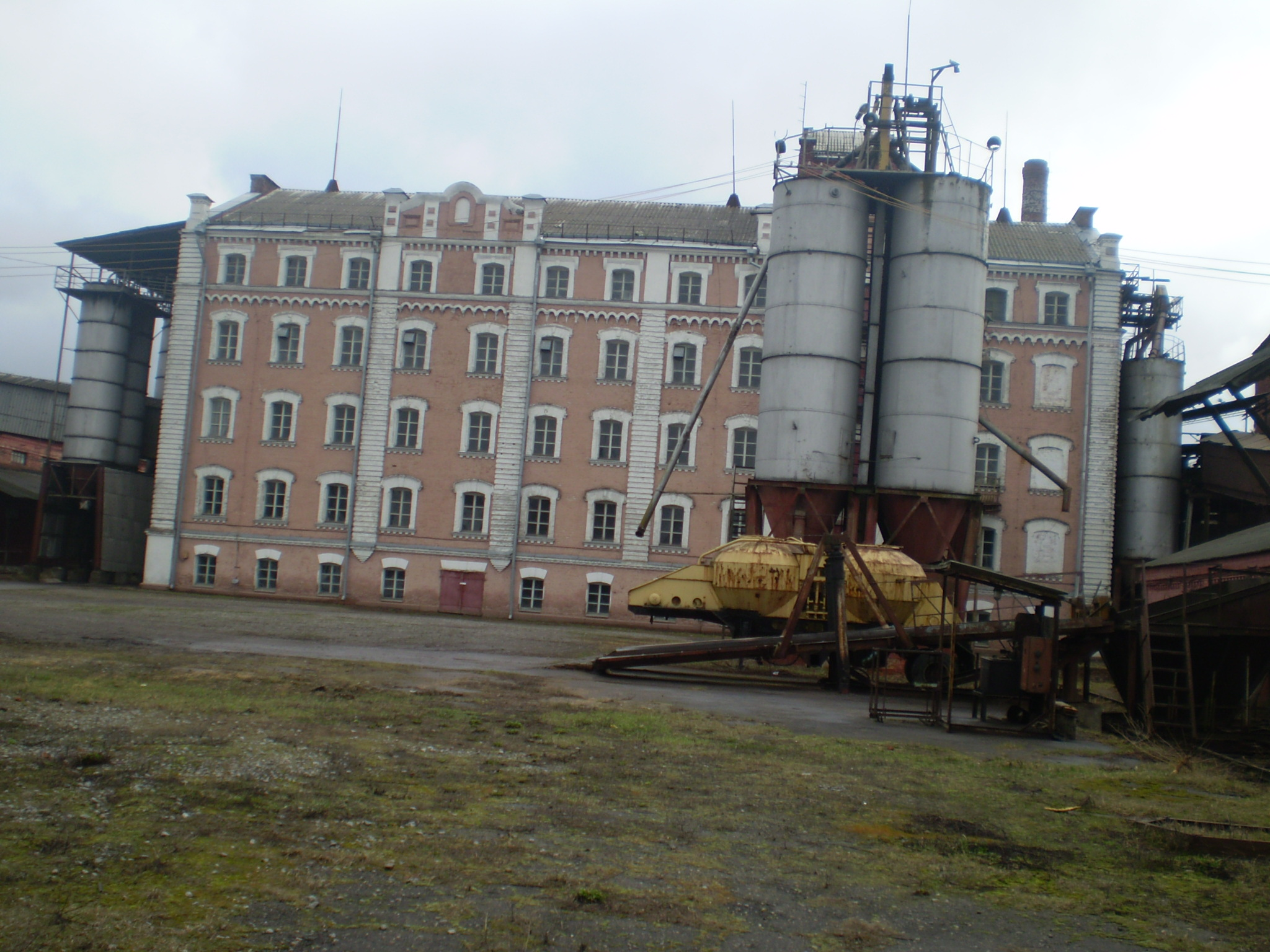
Паровий млин Рубінчика — архітектурна пам'ятка початку 20 століття

Паровий млин Рубінчика — пам'ятка промислової архітектури м. Ромни Сумської області, що датується 1902 роком.

## Будівництво парового млина
У кінці ХІХ столітті тульський купець І-ї гільдії Танха Беркович Рубінчик купив у місті Ромни Сумської області на розі вулиць Московської і Новомосковської земельну ділянку для будівництва парового млина. Століття тому це місце було заболочене. Практичному купцю довелось прикласти немало зусиль для підготовки місця для забудови. Наймані робітники викопали величезні ями і заповнили їх вапном, яке кілька років мало гаситися. Потім були проведені дренажні роботи. Для цього виготовили грубезні чотирикутні труби, вкопали їх у болотистий ґрунт і відвели воду до схилів яру. Підвезли кілька сотень возів ґрунту і підняли рівень поверхні, спланували і вирівняли площу. Коли вже впорядкували територію, тоді запаслися цеглою, дошками, іншим будівельним матеріалом, відкрили ями з вапном і розпочали споруджувати будівлі та проводити монтаж борошномельного обладнання та устаткування. До початку 1905 року уже був побудований цегляний п'ятиповерховий головний виробничий корпус та одноповерхові цегляні машинний відділ і котельня, абіссінський колодязь для подачі води для потреб підприємства, триповерхове цегляне приміщення для виробництва перловки, склади для зберігання зерна та інші будівлі. Танха Беркович Рубінчик для оснащення виробничих корпусів придбав борошномельне обладнання переважно іноземного виробництва, а саме: зерноочищувальні американські машини «Тріумф», німецьку динамомашину, паровий насос англійського виробництва, німецьку горизонтальну двохциліндрову парову машину «Компаунд» на 152 кінські сили (190 обертів за хвилину), бельгійський паровий котел з двома паровими трубами (робочий тиск 10 атмосфер) та дві просушки вітчизняного виробництва.

### Використання парового млина
У 1905 році будівництво пальцевого парового млина було закінчено, тоді ж розпочали випускати першу продукцію. Запрацювали також просушка, перловка і слюсарна майстерня. Використовували виключно місцеву сировину, а продукцію випускали не лише для місцевого споживача, а й за кордон. Лібаво-Роменською залізницею вивозили до міста Рига, а потім кораблями до Західної Європи. Виробництво працювало цілодобово дев'ять-десять місяців, а потім кілька місяців проводився ремонт: перебудовувались труби, замінялись паси, ремені, шовкові сита. За рік обробляли 4949814 кг пшениці, 2451613 кг жита. Наприклад, у 1910 році річний валовий прибуток становив 466829 крб 65 коп. У 1905—1907 роках млин Рубінчика оцінювався в 22 тисячі карбованців, а в 1913 році його вартість зросла до 185 022 карбованців. Паровий млин став найпотужнішим серед десяти парових млинів міста того часу. На другому місці був паровий млин купця Калугіна. Його оцінювали в 117977 крб., на останньому — виробництво Ландсмана, вартістю 5631 крб. Згодом млин розширив територіальні межі. Роменське товариство сільських господарів на пільгових умовах здавало в оренду різні технічні новинки, щоб пересвідчитися в корисності їх роботи. Так з 1906 року Рубінчик орендував у товаристві сортувальню Ребера. Як промисловець Рубінчик був наполегливий, як людина — справедливий. У перше десятиріччя діяльності користувалися кіньми і підводами, а восени 1918 року Рубінчик провів залізничну колію до товарної станції Ромни. Є інформація, що у нього було ще декілька водяних млинів у селах. Після революції, у 1920 році, у колишнього власника млин забрали на користь держави. Але у нових керівників не було елементарних знань з борошномельного виробництва і тому ця галузь катастрофічно занепала. Уже в серпні 1921 року було дозволено колишнім господарям взяти млини в оренду. Цифри говорять самі за себе: в 1920—1921 роках виготовляли 15 тисяч пудів борошна за рік, а в липні-жовтні 1922 року — 44842 пуди. Млин, орендований Рубінчиком, мав окружне значення. У 1925 році, коли було налагоджено виробництво, млин у господаря забрали. Рубінчик узяв у оренду млин на Могилках. За три місяці за власні кошти провів капітальний ремонт і розпочав виробництво борошна вищого ґатунку. Та в кінці 1926 року і цей млин було націоналізовано. Відбудували підприємство лише в 1948 році. На початку 1968 року млинзавод, який тепер був за № 22, перейменували на Роменський млинзавод, а в 1972 році отримав назву — Роменський комбінат хлібопродуктів. 22 лютого 1984 року п'ятиповерхова будівля колишнього млина Рубінчика взята на місцевий облік як пам'ятник архітектури, що є високохудожнім зразком «цегляного стилю» початку ХХ століття. У 1991—1993 рр. проведено технічне переоснащення комбінату, встановлено високопродуктивне обладнання німецької фірми «Бюллер». У 1999 році підприємство очолив умілий організатор і господарник А. М. Рішняк, повертаючи колишню славу підприємству. У 2000 р. Роменський комбінат хлібопродуктів нагороджений дипломом лауреата загальнонаціонального конкурсу «Вища проба» та пам'ятним знаком, а в 2001р — від Європейської асамблеї бізнесу, міжнародної корпорації партнерства у соціальній сфері підприємство отримало міжнародний приз «Європейська якість».

## Опис споруди
У проектуванні будівлі переважає функціональне призначення, та й естетичні потреби не залишені поза увагою. Невисокі складські приміщення з циліндрами-резервуарами, а між ними красень — адміністративна споруда. Це п'ятиповерхова, прямокутна у плані цегляна будівля. Всі поверхи об'єднані однаковими за формою і розмірами, невеликими прямокутними з променевими перемичками вікнами, які обрамлені широкими білими наличниками з зубцями по низу. Вікна першого поверху розпочинаються біля самої землі. Під вікнами п'ятого поверху — орнаментальна стрічка, нижня частина якої вирішена у вигляді висячих зубців. Справа чотири балкони, лівий бік будівлі оформлений лопатками. Будівля виглядає свіжо і нестандартно. Бокові фасади виконані з білої цегли. Рельєфні деталі — лопатки — створюють грою світлотіні рельєфну структуру стіни. Вони перетворюють будову в цікавий архітектурний об'єкт. Розташування досить зручне, адже колія іде від мельзаводу до залізниці. Паровий млин Рубінчика у комплексі відповідає основним вимогам: функціональної і технічної доцільності та архітектурно-художньої виразності. Навіть складські приміщення оформлені фігурною цегляною кладкою, пофарбовані в рожевий колір, який доповнює архітектурний ансамбль. Дерев'яні надбудови мають практичне значення, відповідають внутрішньому простору території, мають чіткі геометричні форми. Споруди міцні, довговічні, тут зручно працювати. Було достатньо часу, щоб переконатися в цьому.